# Arborètum Lussich

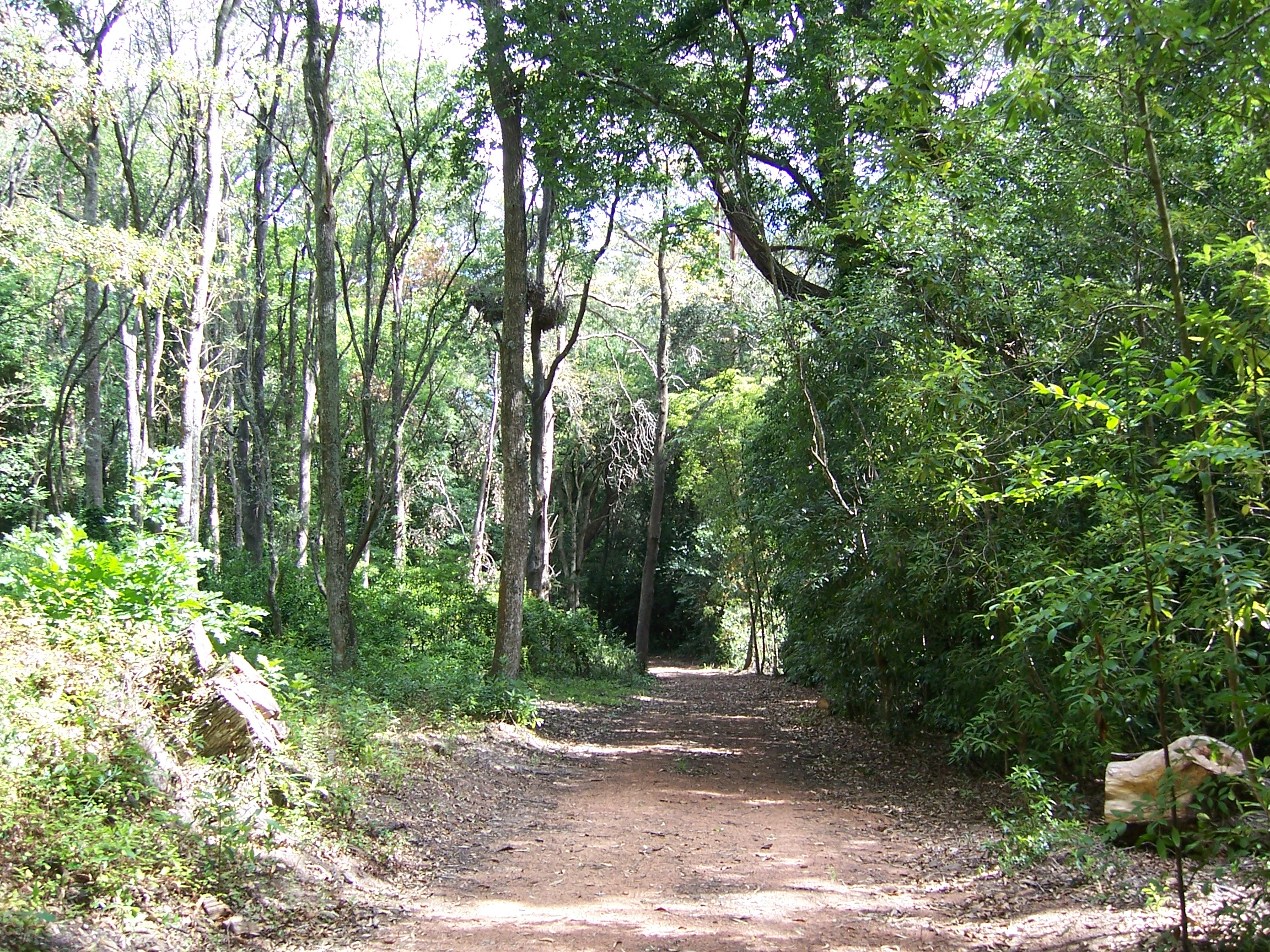
Arborètum Lussich

L'Arborètum Lussich és un arborètum de 192 ha d'extensió, el qual es troba al departament de Maldonado, al sud-est de l'Uruguai.

## Localització
L'Arborètum Lussich s'ubica a Punta Ballena, al departament de Maldonado, a 128 km de la ciutat de Montevideo i a 15 km de Punta del Este, sobre el Camino Lussich.

## Història
El 5 d'octubre de 1896, Antonio Lussich, propietari d'una empresa de salvament marítim, va comprar un terreny de 1.800 ha, el qual s'estendia des del rierol Potrero fins a la Sierra de la Ballena i del Riu de la Plata fins a la Laguna del Sauce.
L'any següent, Antonio Lussich va dur a terme els treballs de forestació que tenien l'objectiu de forestar la serralada, intentant detenir els vents huracanats, i de poblar la zona amb ocells.

## Col·leccions
L'Arborètum Lussich compta amb més de 400 espècies exòtiques i 60 autòctones de l'Uruguai.
Entre alguns dels nombrosos tipus d'arbres representats, cal destacar:
- Abies, 6 espècies.
- Acacia, 8 espècies.
- Cupressus, 9 espècies.
- Eucalyptus, 45 espècies.
- Juniperus, 10 espècies.
- Pinus, 20 espècies.
- Quercus, 16 espècies.
- Thuja, 4 espècies.